# Іванівська районна рада (Херсонська область)
Іванівська райо́нна ра́да — районна рада Іванівського району Херсонської області. Адміністративний центр — смт Іванівка.

## Склад ради
Загальний склад ради: 30 депутатів.

### Голова
Корнієнко Віктор Анатолійович (нар. 1963) — голова Іванівської районної ради від 31 жовтня 2010 року.

#### Голови районної ради (з 2006 року)
| ПІБ                            | Основні відомості                                                               | Дата обрання | Дата звільнення |
| ------------------------------ | ------------------------------------------------------------------------------- | ------------ | --------------- |
| Каністратенко Сергій Семенович | Голова районної ради, 1961 року народження, член «Партії регіонів»              | 26.03.2006   | 31.10.2010      |
| Корнієнко Віктор Анатолійович  | Голова районної ради, 1963 року народження, освіта вища, член «Партії регіонів» | 31.10.2010   |                 |

Примітка: таблиця складена за даними джерела